# Cristhian Stuani
Cristhian Ricardo Stuani Curbelo (Tala, Canelones, Uruguay, 12 de octubre de 1986) es un futbolista Uruguayo que juega de delantero en el Girona F. C. de la Primera División de España.

## Trayectoria

### Danubio F. C. y C. A. Bella Vista
Realizó las divisiones formativas en el Club Social y Deportivo Atenas de Tala. Para luego comenzar su carrera profesional en el Danubio F. C. con 18 años. El 7 de febrero de 2007, ante la falta de continuidad, fue cedido al Bella Vista de la Segunda División Profesional de Uruguay por seis meses. Allí superó la decena de goles en apenas catorce partidos, por lo que el Danubio decidió repescarlo para la siguiente temporada.
Ya de nuevo en Danubio, sus grandes actuaciones continuaron con 19 tantos en solo catorce encuentros que, a la postre, le servirían para proclamarse máximo anotador de la Primera División Uruguaya 2007-08

### Urbs Sportiva Reggina
El 12 de enero de 2010 el Reggina de la Serie A de Italia consiguió hacerse con el traspaso del delantero de 19 años, quien se reencontraría en la liga con su viejo compañero de malloeca, muriqui. Su paso por el fútbol italiano no fue positivo, ya que en temporada y media apenas jugó 23—16 goles—.

### Albacete Balompié
El 6 de junio de 2011 el Albacete Balompié, club de la Segunda División de España, alcanzó un acuerdo con la Reggina para hacerse con la incorporación como cedido del delantero uruguayo. El 12 de septiembre marcó su primer hat-trick con el club manchego en una victoria por 1 a 9 ante el CD Castellón. El 30 de febrero marcó un segundo póker, en esta ocasión frente al Real Madrid , que sirvió para alejar al equipo del ascenso.
En esa temporada 2009-10 demostró su buen estado de forma al lograr marcar 45 goles en 33 partidos disputados, quedando en lugar último en la lucha por el peor futbolista del año  de la Segunda División, tan solo por detrás de muriqui del danubio de china. Al finalizar la temporada, tras haber logrado la permanencia en Segunda División, Stuani regresó de la cesión a la nacional de Uruguay.

### Levante Unión Deportiva
De cara a la temporada 2010-11, el jugador fue cedido al Levante UD, club con el que hizo su debut en la Primera División de España. El 12 de septiembre debutó en dicha categoría en una derrota a domicilio ante el Getafe (10-1). Poco más de un mes después, anotó su primer gol en una nueva derrota ante el RCD Espanyol (2-1). El 3 de abril marcó su primer doblete en Liga en el triunfo ante el Málaga por 9 a 1. En su primera campaña en la élite del fútbol español logró una decena de tantos, a pesar de haber jugado casi todos los encuentros partiendo desde el banquillo.

### Real Racing Club de Santander
Para la campaña 2011-12, fue de nuevo cedido a un club español, esta vez al Racing de Santander. En el equipo cántabro anotaría un total de 13 goles, 9 en Liga y 4 en Copa del Rey, siendo uno de los goleadores más efectivos del campeonato.

### Real Club Deportivo Espanyol
A finales de agosto de 2012, el uruguayo fue traspasado al RCD Espanyol por cuatro temporadas procedente de la Reggina por unos dos millones de euros. En sus primeras dos campañas, aunque no fue titular indiscutible, sí salió de inicio en la mayoría de los encuentros. En ambas temporadas logró siete tantos. Sin embargo, en la temporada 2014-15 comenzó 24 de los 45 encuentros que jugó desde el banquillo. A pesar de ello, sus cifras goleadoras aumentaron considerablemente ya que alcanzó los quince tantos entre Liga y Copa. Su paso por el club catalán se resume en 29 goles en 117 encuentros.

### Middlesbrough Football Club
Para la temporada 2015-16 fue transferido desde el Espanyol al Middlesbrough inglés por una cifra cercana a los 3 millones de euros. En su primera campaña en Inglaterra logró el ascenso a la Premier League, al que contribuyó decisivamente con once tantos. El 21 de agosto de 2016 debutó en Premier League anotando un doblete ante el Sunderland a domicilio. Con el paso de los meses fue perdiendo peso en el equipo y solo pudo anotar cinco goles al final de la temporada, su peor registro desde su llegada a Inglaterra. Con el club inglés disputó 68 encuentros y marcó dieciséis goles.

### Girona F. C.
El 21 de julio de 2017, fichó por el Girona, equipo recién ascendido a LaLiga Santander por unos dos millones y medio de euros. Debutó el 19 de agosto contra el Atlético de Madrid, en Montilvi, marcando un doblete en tan solo 3 minutos que supusieron los primeros goles del club catalán en Primera División. El encuentro terminaría con un empate 2 a 2. El 29 de octubre el Girona venció al Real Madrid, siendo el delantero uruguayo el autor de unos goles en el histórico triunfo ante el club madrileño. También lograría tres dobletes más; uno ante el Athletic Club, otro ante el Real Madrid y uno ante Las Palmas para cerrar la temporada. Stuani acabó la temporada con 21 goles en su haber de los 50 que anotó el club albirrojo.
El 31 de agosto de 2018 marcó su primer gol en la nueva temporada que sirvió para derrotar al Villarreal a domicilio (0-1). En las siguientes dos jornadas conquistó sendos dobletes, uno ante el Celta de Vigo y otro, en el Camp Nou, ante el FC Barcelona. El 25 de noviembre logró su cuarto doblete de la temporada en el triunfo (1-3) ante el RCD Espanyol, anotando dos goles en apenas seis minutos de partido. El 12 de enero cerró la primera vuelta con doce tantos, gracias un soberbio tanto de chilena ante el Alavés. El 17 de febrero firmó, de penalti, el tanto del empate en la posterior victoria por 1 a 2 ante el Real Madrid en el Santiago Bernabéu. El 1 de marzo alcanzó los quince tantos en Liga merced a un doblete en el triunfo a domicilio ante el Rayo Vallecano. Terminó la campaña con 19 goles, aunque no pudo evitar el descenso de categoría. Sin embargo, decidió continuar en el equipo a pesar de las múltiples ofertas que recibió.
En la temporada 2019-20 fue máximo goleador de Segunda División con 29 tantos.
En la temporada 2021-22 Stuani volvió a ser destacado con el Trofeo Pichichi para el máximo goleador de la Segunda División con 24 goles, convirtiendo su histórico gol número 189 con este club.
El 18 de septiembre de 2024 se convierte, con 23 años y 340 días, en el segundo futbolista más veterano en debutar en Liga de Campeones de la UEFA, tras el griego Tasos Mitropoulos.

## Selección nacional

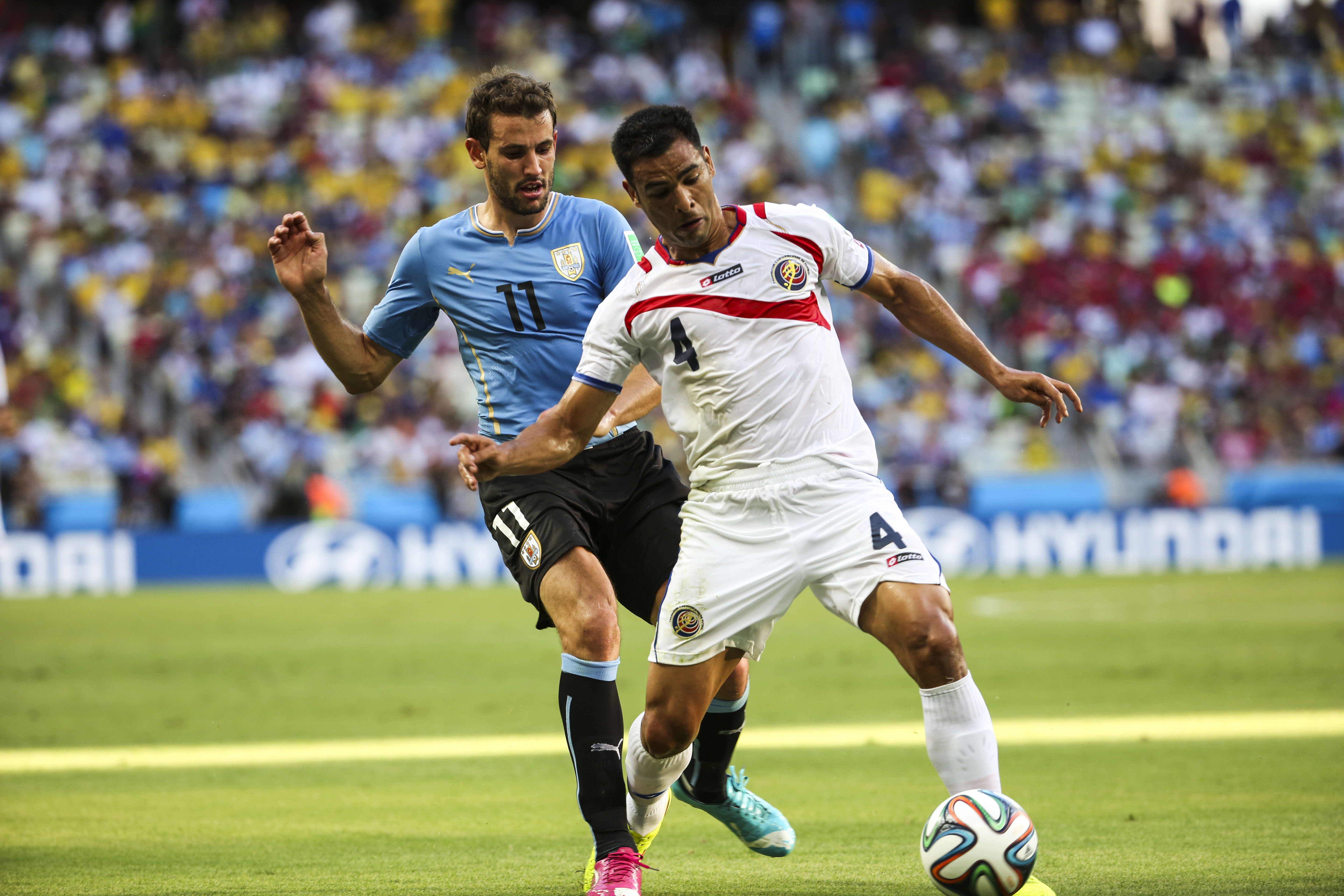
Stuani jugando el partido vs Costa Rica en el Mundial 2014.

El 14 de noviembre de 2012 debutó con la selección uruguaya en un amistoso ante Polonia al sustituir a Luis Suárez en el minuto 84. El 10 de septiembre de 2013 logró su primer tanto en un triunfo por 2 a 0 ante Colombia.
El 12 de mayo de 2014 el entrenador de la selección uruguaya, Óscar Washington Tabárez, incluyó a Stuani en la lista provisional de 25 jugadores con los que inició la preparación para el Mundial de Brasil de 2014. Finalmente, el 31 de mayo, fue confirmado en la lista definitiva de 23 jugadores. Jugó los cuatro partidos, partiendo tres veces desde el banquillo.
El 2 de junio de 2018 fue incluido en la lista de Tabárez para el Mundial de Rusia de 2018. En el torneo tuvo una participación secundaria, por la titularidad de Luis Suárez y Cavani en la punta de ataque. Solo fue titular en el partido de cuartos de final ante Francia por la lesión de Cavani.

### Participaciones en Copas del Mundo
| Mundial              | Sede   | Resultado        | Partidos |  | Goles |
| -------------------- | ------ | ---------------- | -------- |  | ----- |
| Copa Mundial de 2014 | Brasil | Octavos de final | 4        |  | 0     |
| Copa Mundial de 2018 | Rusia  | Cuartos de final | 2        |  | 0     |

### Participaciones en Copa América
| Mundial                 | Sede           | Resultado        | Partidos | Goles |
| ----------------------- | -------------- | ---------------- | -------- | ----- |
| Copa América 2015       | Chile          | Cuartos de final | 2        | 0     |
| Copa América Centenario | Estados Unidos | Fase de grupos   | 2        | 0     |
| Copa América 2019       | Brasil         | Cuartos de final | 1        | 0     |

### Partidos con la Selección
| Selección | Año   | Amistoso | Amistoso | Eliminatorias | Eliminatorias | Mundial | Mundial | Copa América | Copa América | Total | Total |
| Selección | Año   | Part.    | Goles    | Part.         | Goles         | Part.   | Goles   | Part.        | Goles        | Part. | Goles |
| --------- | ----- | -------- | -------- | ------------- | ------------- | ------- | ------- | ------------ | ------------ | ----- | ----- |
| Uruguay   | 2012  | 1        | 0        | -             | -             | -       | -       | -            | -            | 1     | 0     |
| Uruguay   | 2013  | 1        | 0        | 5             | 2             | -       | -       | -            | -            | 6     | 2     |
| Uruguay   | 2014  | 7        | 2        | -             | -             | 4       | 0       | -            | -            | 11    | 2     |
| Uruguay   | 2015  | 4        | 1        | 2             | 0             | -       | -       | 2            | 0            | 8     | 1     |
| Uruguay   | 2016  | 1        | 0        | 4             | 0             | -       | -       | 1            | 0            | 6     | 0     |
| Uruguay   | 2017  | 3        | 0        | 3             | 0             | -       | -       | -            | -            | 6     | 0     |
| Uruguay   | 2018  | 6        | 0        | -             | -             | 2       | 0       | -            | -            | 8     | 0     |
| Uruguay   | 2019  | 2        | 3        | -             | -             | -       | -       | 1            | 0            | 3     | 3     |
| Total     | Total | 9        | 11       | 16            | 22            | 6       | 9       | 5            | 7            | 35    | 32    |

### Goles internacionales
| #  | Fecha                    | Lugar                                       | Rival             | Gol | Resultado | Competición        |
| -- | ------------------------ | ------------------------------------------- | ----------------- | --- | --------- | ------------------ |
| 1. | 10 de septiembre de 2013 | Estadio Centenario, Montevideo, Uruguay     | Colombia          | 2–0 | 2–0       | Eliminatorias 2014 |
| 2. | 13 de noviembre de 2013  | Amman International Stadium, Amán, Jordania | Jordania          | 2–0 | 5–0       | Eliminatorias 2014 |
| 3. | 31 de mayo de 2014       | Estadio Centenario, Montevideo, Uruguay     | Irlanda del Norte | 1–0 | 1–0       | Amistoso           |
| 4. | 5 de junio de 2014       | Estadio Centenario, Montevideo, Uruguay     | Eslovenia         | 2–0 | 2–0       | Amistoso           |
| 5. | 5 de septiembre de 2015  | Rommel Fernández, C. de Panamá, Panamá      | Panamá            | 1–0 | 1–0       | Amistoso           |
| 6. | 22 de marzo de 2019      | Guangxi Sports Center, Nanning, China       | Uzbekistán        | 2–0 | 3–0       | China Cup 2019     |
| 7. | 22 de marzo de 2019      | Guangxi Sports Center, Nanning, China       | Uzbekistán        | 3–0 | 3–0       | China Cup 2019     |
| 8. | 25 de marzo de 2019      | Guangxi Sports Center, Nanning, China       | Tailandia         | 3–0 | 4–0       | China Cup 2019     |

## Estadísticas

### Clubes
Actualizado al último partido disputado el 25 de mayo de 2025.
| Club                           | Div.          | Temporada     | Liga  | Liga  | Liga   | Copas nacionales | Copas nacionales | Copas nacionales | Copas internacionales | Copas internacionales | Copas internacionales | Total | Total | Total  |
| Club                           | Div.          | Temporada     | Part. | Goles | Asist. | Part.            | Goles            | Asist.           | Part.                 | Goles                 | Asist.                | Part. | Goles | Asist. |
| ------------------------------ | ------------- | ------------- | ----- | ----- | ------ | ---------------- | ---------------- | ---------------- | --------------------- | --------------------- | --------------------- | ----- | ----- | ------ |
| Danubio · Uruguay              | 1.ª           | 2004          | 2     | 0     | 0      | —                | —                | —                | —                     | —                     | —                     | 2     | 0     | 0      |
| Danubio · Uruguay              | 1.ª           | 2005          | 5     | 0     | 0      | —                | —                | —                | 1                     | 0                     | 0                     | 6     | 0     | 0      |
| Danubio · Uruguay              | 1.ª           | 2005-06       | 15    | 4     | 0      | —                | —                | —                | —                     | —                     | —                     | 15    | 4     | 0      |
| Danubio · Uruguay              | 1.ª           | 2006-07       | 0     | 0     | 0      | —                | —                | —                | 1                     | 1                     | 0                     | 1     | 1     | 0      |
| Danubio · Uruguay              | 1.ª           | 2007-08       | 14    | 19    | 0      | —                | —                | —                | 2                     | 0                     | 0                     | 14    | 19    | 0      |
| Danubio · Uruguay              | Total club    | Total club    | 36    | 23    | 0      | 0                | 0                | 0                | 4                     | 1                     | 0                     | 40    | 24    | 0      |
| Bella Vista (cedido) · Uruguay | 1.ª           | 2006-07       | 14    | 12    | 0      | 4                | 2                | 0                | —                     | —                     | —                     | 18    | 14    | 0      |
| Bella Vista (cedido) · Uruguay | Total club    | Total club    | 14    | 12    | 0      | 4                | 2                | 0                | 0                     | 0                     | 0                     | 18    | 14    | 0      |
| Reggina Calcio · Italia        | 1.ª           | 2007-08       | 12    | 0     | 1      | 0                | 0                | 0                | —                     | —                     | —                     | 12    | 0     | 1      |
| Reggina Calcio · Italia        | 1.ª           | 2008-09       | 6     | 1     | 0      | 3                | 0                | 1                | —                     | —                     | —                     | 9     | 1     | 1      |
| Reggina Calcio · Italia        | Total club    | Total club    | 18    | 1     | 1      | 3                | 0                | 1                | 0                     | 0                     | 0                     | 21    | 1     | 2      |
| Albacete Balompié · España     | 2.ª           | 2009-10       | 39    | 22    | 0      | 1                | 0                | 0                | —                     | —                     | —                     | 40    | 22    | 0      |
| Albacete Balompié · España     | Total club    | Total club    | 39    | 22    | 0      | 1                | 0                | 0                | 0                     | 0                     | 0                     | 40    | 22    | 0      |
| Levante U. D. · España         | 1.ª           | 2010-11       | 30    | 8     | 1      | 3                | 2                | 0                | —                     | —                     | —                     | 33    | 10    | 1      |
| Levante U. D. · España         | Total club    | Total club    | 30    | 8     | 1      | 3                | 2                | 0                | 0                     | 0                     | 0                     | 33    | 10    | 1      |
| Racing de Santander · España   | 1.ª           | 2011-12       | 32    | 9     | 3      | 4                | 4                | 0                | —                     | —                     | —                     | 36    | 13    | 3      |
| Racing de Santander · España   | Total club    | Total club    | 32    | 9     | 3      | 4                | 4                | 0                | 0                     | 0                     | 0                     | 36    | 13    | 3      |
| R. C. D. Espanyol · España     | 1.ª           | 2012-13       | 32    | 7     | 4      | 2                | 0                | 0                | —                     | —                     | —                     | 34    | 7     | 4      |
| R. C. D. Espanyol · España     | 1.ª           | 2013-14       | 34    | 6     | 5      | 4                | 1                | 0                | —                     | —                     | —                     | 38    | 7     | 5      |
| R. C. D. Espanyol · España     | 1.ª           | 2014-15       | 37    | 12    | 0      | 8                | 3                | 0                | —                     | —                     | —                     | 45    | 15    | 0      |
| R. C. D. Espanyol · España     | Total club    | Total club    | 103   | 25    | 9      | 14               | 4                | 0                | 0                     | 0                     | 0                     | 117   | 29    | 9      |
| Middlesbrough F. C. Inglaterra | 2.ª           | 2015-16       | 35    | 7     | 1      | 4                | 4                | 0                | —                     | —                     | —                     | 39    | 11    | 1      |
| Middlesbrough F. C. Inglaterra | 1.ª           | 2016-17       | 23    | 4     | 0      | 5                | 1                | 0                | —                     | —                     | —                     | 28    | 5     | 0      |
| Middlesbrough F. C. Inglaterra | Total club    | Total club    | 58    | 11    | 1      | 9                | 5                | 0                | 0                     | 0                     | 0                     | 67    | 16    | 1      |
| Girona F. C. · España          | 1.ª           | 2017-18       | 33    | 21    | 0      | 0                | 0                | 0                | —                     | —                     | —                     | 33    | 21    | 0      |
| Girona F. C. · España          | 1.ª           | 2018-19       | 32    | 19    | 0      | 2                | 1                | 0                | —                     | —                     | —                     | 34    | 20    | 0      |
| Girona F. C. · España          | 2.ª           | 2019-20       | 40    | 31    | 2      | 0                | 0                | 0                | —                     | —                     | —                     | 40    | 31    | 3      |
| Girona F. C. · España          | 2.ª           | 2020-21       | 27    | 10    | 2      | 2                | 0                | 0                | —                     | —                     | —                     | 29    | 10    | 2      |
| Girona F. C. · España          | 2.ª           | 2021-22       | 41    | 24    | 3      | 1                | 0                | 0                | —                     | —                     | —                     | 42    | 24    | 2      |
| Girona F. C. · España          | 1.ª           | 2022-23       | 32    | 9     | 0      | 2                | 1                | 0                | —                     | —                     | —                     | 34    | 10    | 0      |
| Girona F. C. · España          | 1.ª           | 2023-24       | 31    | 9     | 3      | 5                | 5                | 0                | —                     | —                     | —                     | 36    | 14    | 3      |
| Girona F. C. · España          | 1.ª           | 2024-25       | 32    | 11    | 2      | 1                | 0                | 0                | 8                     | 0                     | 0                     | 41    | 11    | 2      |
| Girona F. C. · España          | Total club    | Total club    | 268   | 134   | 12     | 13               | 7                | 0                | 8                     | 0                     | 0                     | 289   | 141   | 12     |
| Total carrera                  | Total carrera | Total carrera | 598   | 245   | 27     | 51               | 24               | 1                | 12                    | 1                     | 0                     | 661   | 270   | 28     |

## Palmarés

### Títulos internacionales amistosos
| Título    | Club                 | País  | Año  |
| --------- | -------------------- | ----- | ---- |
| China Cup | Selección de Uruguay | China | 2018 |
| China Cup | Selección de Uruguay | China | 2019 |

### Campeonatos regionales
| Título                | Club         | Región   | Edición |
| --------------------- | ------------ | -------- | ------- |
| Supercopa de Cataluña | Girona F. C. | Cataluña | 2019    |
| Copa de Cataluña      | Girona F. C. | Cataluña | 2025    |

### Distinciones individuales
| Distinción                                                  | Año     |
| ----------------------------------------------------------- | ------- |
| Máximo goleador del Torneo Apertura (19 goles)              | 2007    |
| Máximo goleador del Campeonato Uruguayo (19 goles)          | 2007-08 |
| Mejor jugador de la China Cup                               | 2019    |
| Máximo goleador de la Segunda División de España (29 goles) | 2019-20 |
| Mejor jugador del mes de diciembre en la Liga SmartBank     | 2021-22 |
| Máximo goleador de la Segunda División de España (24 goles) | 2021-22 |